# Kenennon

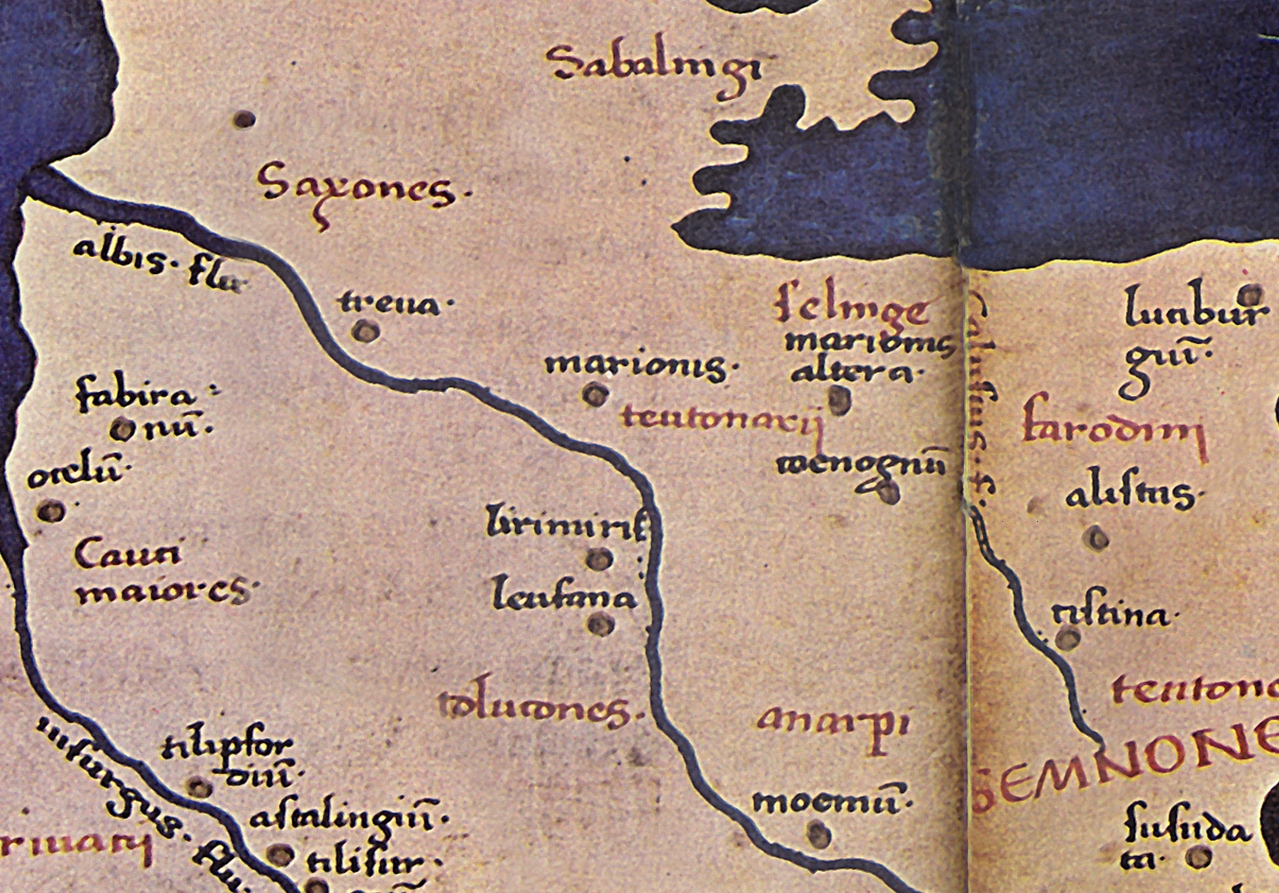
Lage von Kenennon nach Ptolemaios

Kenennon (altgriechisch Κοινόηνον; lateinisch Coenoenum) ist ein Ortsname, der von Ptolemaios in seinem um das Jahr 150 erstellten Koordinatenwerk Geographia (Ptolemaios 2, 11) als einer der im nördlichen Germanien, in der Nähe der Meeresküste liegenden Orte (πόλεις) mit 30° 00' Länge (ptolemäische Längengrade) und 50° 00' Breite angegeben wird.

## Lokalisation
Bisher konnte der laut Ptolemäus in der Germania magna befindliche Ort nicht sicher lokalisiert werden. Ein interdisziplinäres Forscherteam um Andreas Kleineberg, das die ptolemäischen Koordinaten von 2006 bis 2009 neu untersuchte und interpretierte, lokalisiert zurzeit Kenennon auf dem Gebiet bei Waren (Müritz) in Mecklenburg-Vorpommern.